# Onou
Onou är en ö i Mikronesiska federationen.   Den ligger i kommunen Onou Municipality och delstaten Chuuk, i den västra delen av landet, 900 km väster om huvudstaden Palikir. Arean är 0,27 kvadratkilometer.
Terrängen på Onou är mycket platt. Öns högsta punkt är 15 meter över havet. Den sträcker sig 0,4 kilometer i nord-sydlig riktning, och 0,8 kilometer i öst-västlig riktning.